# Sport-Saller
Sport-Saller e.K.  je nemški proizvajalec športne opreme na trgu povečini znan za ekipne športe, predvsem za nogomet. Podjetje je leta 1972 ustanovil nogometni trener Richard Saller pod imenom Sport-Saller e.K. Od ustanovitve do leta 1990 je bil sedež podjetja v majhni vasici Tauberrettersheim. Sedež mednarodnega podjetja je v mestu Weikersheim v Baden-Württembergu.

## Sponzorstvo

### Nogometna moštva
| - SC Paderborn - FSV Frankfurt - Arminia Bielefeld - SSV Jahn Regensburg - Rot-Weiß Erfurt - FC Energie Cottbus - TuS Koblenz - TSV Havelse - SV Meppen - SSV Reutlingen 05 - Würzburger FV - SC Herford | - FK Dinamo Minsk - FC Tescoma Zlín - KVC Westerlo - FC Dila Gori - FC Dinamo Batumi - FC Samtredia - FC Sabutarlo - Lechia Gdańsk - KS Polkowice - A.E. Kifisia - PAE Chania - Thyella Rafina - Horoya AC - Békéscsaba - Helmond Sport - TOP Oss - Sandecja Nowy Sącz - UTA Arad - Bloc 16 Academy Diamaguene |

### Nogometne reprezentance
- Gambija

1. ↑  About us on Sports-Saller (nemško)
2. ↑  »Sport-Saller, Sportartikel im Direktversand für Privat, Vereine und Händler: Sport Saller«.
3. ↑  »Unternehmen: Sport Saller«.